# Helicopsyche maculata
Helicopsyche maculata är en nattsländeart som beskrevs av Martin E. Mosely 1939. Helicopsyche maculata ingår i släktet Helicopsyche och familjen Helicopsychidae. Inga underarter finns listade i Catalogue of Life.